# Exatlon România
Exatlon România a fost un show de rezistență care a avut premiera în 2018. Show-ul a fost prezentat de Cosmin Cernat, a fost anunțat la sfârșitul anului 2017 și a fost difuzat în România de Kanal D, începând din 7 ianuarie 2018.
Spre deosebire de formatul american al show-ului Survivor, în versiunea turcă există modificări majore când vine vorba de modul în care se joacă, cum sunt eliminați concurenții și cum este câștigat jocul.
Fiecare sezon a debutat cu 20 de concurenți, atât persoane cunoscute cât și oameni obișnuiți, care au participat la probe ce le pun la încercare pregătirea fizică, viteza de reacție și rezistența psihică. În primele două sezoane, Marele câștigător a intrat în posesia premiului final de 100.000 de Euro. În sezonul 3, vor exista doi câștigători care vor intra în posesia a 50.000 de Euro.  Filmările au loc în orașul Las Terrenas, pe coasta de nord a Republicii Dominicane.

## Format
În emisiune participă un număr de oameni, atât vedete, cât și oameni de rând, împărțiți în două echipe reprezentative fiecăruia: „Faimoșii” (vedetele) și „Războinicii” (oamenii de rând). Concurenții primesc o cantitate limitată de mâncare și nu au acces la produse de îngrijire personală. Aceștia trebuie să petreacă câteva luni în Republica Dominicană, unde concurează în probe de pregătire fizică, viteză de reacție și rezistență psihică. Probele sunt atât în echipă, cât și individuale. Cele două echipe concurează în probe pentru cazare, recompense, medalii, imunitate, dar și în probe internaționale. În fiecare săptămână, din echipa care a pierdut imunitatea părăsește concursul câte un concurent. În a doua etapă a jocului, etapa numită „play-off”, concurenții joacă în probe individuale atât pentru recompense, cât și pentru imunitate. La finalul primelor două sezoane a existat un singur câștigător, care a intrat în posesia premiului de 100.000 de euro. În primul sezon, câștigătorul a fost ales prin votul publicului,iar în al doilea sezon, câștigătorul a fost desemnat prin prisma meciurilor câștigate în finală. În sezonul trei vor exista doi câștigători, un băiat și o fată, iar premiul se va împărți la doi, câte 50.000 de euro pentru fiecare câștigător.

### Concurenții și echipele
Concurenții sunt selectați în urma unui casting. Pentru fiecare sezon înscrierile se fac pe site-ul web al emisiunii. Fiecare cetățean român care a împlinit vârsta de 18 ani a putut participa la casting. Concurenții sunt aleși în urma de testelor de condiție fizică și a sporturilor practicate.
Inițial, fiecare sezon a debutat cu un număr de 20 de concurenți, zece bărbați și zece femei, împărțiți în 2 echipe reprezentative fiecăruia: „Faimoșii” (vedetele) și „Războinicii” (oamenii de rând). Echipele sunt împărțite în mod egal în ceea ce privește vârsta și sexul, iar divizarea este făcută de producători, înainte de începerea emisiunii. Pentru a putea fi indentificate, echipelor le sunt atribuite culori - „Războinicii” poartă culoarea albastră, iar „Faimoșii” culoarea roșie. Fiecărui concurent i se dau haine și o bandană, o bucată de material textil elastic pe care este inscripționat logo-ul emisiunii, care poate fi purtată ca banderolă, bentiță sau chiar papion. Concurenții sunt obligați să poarte hainele cu culoarea echipei lor tot timpul, pentru a permite telespectatorilor să identifice echipa căruia îi aparțin. Pe parcursul fiecărui sezon celor două echipe li s-au alăturat concurenți noi.

### Jocurile
În fiecare săptămână, concurenții participă atât în probe de echipă pentru imunitate, recompense și avantaje, cât și în probe individuale și internaționale. Fiecare joc are un design special în care participanții concurează umăr-la-umăr. Traseele combină mai multe elemente cum ar fi: tobogan, tunele, piste de alergare, piscine cu noroi, bârne și bazine olimpice; testând o serie de abilități sportive precum:  viteză, înot, salt, echilibru, flexibilitate, forță, dexteritate, coordonare și memorie. Fiecare traseu are un final diferit care testează îndemânarea concurenținlor. În cele mai multe cazuri, echipa care ajunge la 10 puncte este desemnată câștigătoarea meciului. 
Înainte de începerea jocurilor, fiecare echipă are la dispoziție câteva minute pentru a-și face strategiile în ceea ce privește alegerea coechipierilor care intră pe traseu. Echipa decide cine, când și de câte ori va participa la joc. Toți concurenții apți pot fi aleși să participe la joc.

#### Jocul pentru cazare/vilă
Există 2 tipuri de cazare, pe de o parte casa (fortăreața), având confortul unui hotel, are paturi simple și aer condiționat, precum și o baie și un duș, iar pe de altă parte tabăra, un loc neprimitor cu un spațiu limitat în care concurenții sunt nevoiți să se descurce cu resurse minime. Cele două echipe se luptă să câștige casa pentru o perioadă de 3 sau 4 zile, adică de două ori pe săptămână. Ocazional, pe lângă șederea în casă, echipa câștigătoare primește și mâncare suplimentară sau alte bonusuri.
Începând cu sezonul doi, Jocul pentru cazare și-a schimbat denumirea în Jocul pentru vilă. Regulile jocului sunt aceleași ca în sezonul precedent, doar că de data aceasta echipa câștigătoare va locui într-o vilă luxoasă cu multe camere, piscină în grădină și vedere la ocean. Condițiile s-au îmbunătățit și în ceea ce privește locul în care va sta echipa pierzătoare. Baraca în care echipa va locui este spațioasă și dotată cu lumină electrică.

#### Runda bonus
În cadrul acestor meciuri, echipa câștigătoare este recompensată cu mâncare, bani, excursii sau avantaje. Jocurile au loc de mai multe ori pe săptămână și pot fi de două tipuri: circuit (se desfășoară pe un traseu obișnuit) sau mini games (o serie de jocuri statice care testează capacitatea de concentrare sau memoria concurenților). Tot în această categorie intră:
- Bătălia pentru shopping - În această probă, echipa câștigătoare  primește o sumă de bani dominicani (150 sau 250 de peso⁠(d)) cu care poate cumpăra diverse alimente.
- Galele eliminatorii - Acestea sunt împărțite în galele bǎieților și galele fetelor. Sunt 3 etape în aceastǎ probǎ: Sferturile de semifinalǎ, semifinala și finala. Primele două runde se desfășoară „față în față”, separat pentru bărbați și femei. Jucătorul care aduce un punct câștigă runda, iar celălalt este eliminat din probă. Finala se joacă între doi cei mai buni bărbați și două cele mai bune femei. Câștigă bărbatul și femeia care ajung primii la două puncte.
- Best of game - Aici, fiecare echipă nominalizează 2 jucători, un bărbat și o femeie, care concurează în probă. Se joacă până la 5 puncte. În primul sezon, membrii echipei câștigătoare au primit o sumă de bani dominicani (250-1000 de peso) cu care mergeau la restaurant. În al doilea sezon, echipa câștigătoare este recompensată cu diferite premii.
- Jocul pentru bani - Jocul pentru bani este compus din două etape. În prima etapă, cele două echipe concurează una împotriva celeilalte pe un traseu obișnuit. În cea de-a doua etapă, echipa câștigătoare participă într-o probă individuală numită Bătălia leilor. În această probă există două runde (feminină și masculină). La final, băiatul câștigător și fata câștigătoare vor primi fiecare 5.000 de lei. În al doilea sezon, în cea de-a doua etapă a jocului, echipa câștigătoare a avut ocazia de a juca la Panoul cu bani. Panoul cu bani a fost alcătuit dintr-un șir de pătrate. Sub fiecare pătrat erau ascunse atât stele roșii, cât și stele verzi. Stelele roșii semnificau pierderea sumei de bani, iar cele verzi, câștigul.  Doar un singur concurent din echipă a avut posibilitatea de a juca la Panou, acesta fiind desemnat de către echipa sa. Suma maximă pe care o echipă o putea câștiga era de $10.000. De altfel, echipa a avut posibilitatea de a alege pe ce va cheltui suma câștigată.
- Quiz Arena - În cadrul acestui joc, concurenții trebuie să răspundă unui set de întrebări, în mare parte de cultură generală. Sunt 3 etape: sferturile de semifinalǎ, semifinala și finala. Primele două runde se desfășoară între concurenți „fiecare cu fiecare”, concurenții având la dispoziție 10 secunde pentru a scrie răspunsul pe hârtie. Concurentul al cărui răspuns se apropie cel mai mult de varianta corectă avansează în joc, în timp ce celălalt este eliminat. În runda finală, câștigă concurentul care ajunge primul la 2 puncte. Câștigătorul are dreptul de a alege doi sau trei coechipieri cu care va împărți premiul.
- Ghicește dacă poți - În cadrul acestui joc, fiecare concurent trebuie să ghicească un cuvânt pe care alt concurent încearcă să îl spună, fără a utiliza anumite cuvinte scrise pe lista de cuvinte primită. Jocul este jucat în echipe, iar echipa care ajunge prima la 3 puncte câștigă premiul pus în joc.
- Jocul special - În acest joc, ambele echipe concurează pe un traseu obișnuit. Echipa câștigătoare primește un avantaj în Jocul de Eliminare. Avantajele pot fi: excluderea din joc a unui concurent din echipa adversă, alegerea finalului Jocului de Eliminare sau anularea unui punct obținut de echipa adversă.

#### Jocuri internaționale
Există două tipuri de jocuri internaționale:
- Bătălia internațională - Această bătălie are loc între două țări care găzduiesc acest reality show. Concurenții din cele două echipe existente în fiecare țară se unesc formând o singură echipă prin care își vor reprezenta propria țară. Se joacă până la 10 puncte, iar echipa câștigătoare va beneficia de un premiu.
- Gala internațională a Jucătorilor săptămânii - În această confruntare participă doar concurenții care sunt desemnați Jucatorul săptămânii atât la bărbați, cât și la femei. Duelurile se desfășoară în sistem "fiecare cu fiecare", separat pentru bărbați și femei, câștigând jucătorul care ajunge primul la cinci puncte. Câștigătorul și câștigătoarea unui astfel de meci internațional vor primi fiecare câte o medalie. Un concurent își va putea revendica premiul numai în momentul în care va strânge trei astfel de medalii. Participantul care va strange primul cele trei medalii de invingator va avea dreptul de a-și aduce familia în Republica Dominicană.[9] Din motive necunoscute, acest meci a avut loc doar o singură dată. Așadar, nimeni nu a beneficiat de premiul pus în joc.

#### Jocul pentru medalie
Acest joc este împărțit în jocul masculin și jocul feminin. Participanții concurează individual, contra timp, pe un traseu care le solicită viteza, forța și agilitatea. Există două runde. În prima rundă, fiecare concurent intră pe traseu, însă doar primii cinci băieți și primele cinci fete care au obținut cel mai bun timp se califică în următoarea etapă, în timp ce restul sunt eliminați. În ultima etapă, băiatul și fata care obțin cel mai bun timp pe traseu primesc fiecare câte o medalie. Începând cu săptămâna a zecea, regulile jocului pentru medalie s-au schimbat. Așadar, jocul este compus din trei etape, sferturile de finale, semifinalele și finala. În sferturile de finală, fiecare concurent trage la sorți câte un număr, iar apoi se joacă, de exemplu, 1 cu 2, 3 cu 4, 5 cu 6. În cazul în care numărul competitorilor este impar, cel care alege, spre exemplu, numărul 7, intră direct în semifinală. Prin urmare, în această etapă există 3 meciuri. Câștigătorii celor trei jocuri trec în semifinală. În semifinală se joacă pe sistemul cel mai bun din trei meciuri. Doar doi concurenți merg în runda finală, unde primul băiat și prima fată care ajunge la 2 puncte câștigă medalia. În plus, câștigătorii beneficiază și de un premiu pe care pot să-l împartă cu alți doi coechipieri.
Medaliile pot fi folosite în duelurile din cadrul Jocului de eliminare și sunt valabile până în semifinală. Concurentul care își folosește medalia primește o viață în plus meciul respectiv.   

#### Jocul de Arenă/Eliminare
În Jocul de Arenă/Eliminare cele două echipe luptă pentru imunitate pe un traseu obișnuit. Se joacă până la 10 puncte. Echipa câștigătoare devine protejată pentru o săptămână. În primul sezon, echipa pierzătoare participa la o probă individuală. Câștigătorul acestei probe primea imunitate, neputând fi nominalizat de către ceilalți colegi. De altfel, concurentul care a acumulat cele mai multe puncte în probele precedente din săptămâna respectivă devine Jucătorul săptămânii  fiind imun din start, fără să mai participe la probă. Începând cu sezonul doi, proba individuală a fost scoasă din format.

### Arena Exatlon
Utilizată în primul sezon, Arena Exatlon a fost locul în care concurenții din echipa care a pierdut proba de imunitate (Jocul de Arenă) au făcut nominalizări. Nominalizările au avut loc față în față. În fiecare săptămână au fost nominalizați 3 concurenți din echipa pierzătoare. Un concurent a fost nominalizat de către Jucătorul săptămânii, al doilea a fost nominalizat de către concurentul care a câștigat proba individuală, iar cel din urmă a fost nominalizat de către echipă. În primul sezon, cei trei vor fi supuși votului telespectatorilor. În cadrul Arenei, la finalul fiecărei săptămâni, se afla numele concurentului care a obținut cele mai puține voturi din partea publicului și părăsea competiția. Ambele echipe erau prezente la Arenă. Când au rămas doar cinci jucători într-o echipă, nu s-au mai făcut nominalizări. Jucătorul săptămânii și câștigătorul probei individuale erau imuni, ceilalți concurenți deveneau automat nominalizați. În al doilea sezon, Arena a fost scoasă din format.

### Eliminările
În primul sezon, telespectatorii au avut posibilitatea de a-și vota în timpul concursului concurentul favorit, aducându-l tot mai aproape de marele premiu de 100.000 de euro. În timpul difuzării emisiunii au fost comunicate intervalele de timp în care sistemul de votare era activ. Așadar, pentru a ajunge cât mai departe în concurs, concurenții au avut și misiunea de a atrage cât mai mulți susținători prin modul în care își pun în valoare calitățile sportive și personalitatea. Fiecăruia dintre concurenți i-a fost atribuit un cod, care a putut fi folosit în timpul votării, conform anunțulului făcut în timpul difuzării emisiunii. În semifinală nu s-a votat. Concurenții care au câștigat probele au fost protejați, iar ceilalți doi au fost eliminați. 
În al doilea sezon, telespectatorii nu mai au posibilitatea de a-și vota concurenții favoriți. Eliminările se fac pe criterii sportive.Așadar, din echipa pierzătoare doi concurenți vor fi nominalizați. Primul concurent nominalizat este cel care a obținut cele mai puține puncte în jocurile din săptămâna respectivă, iar al doilea concurent este nominalizat de către Jucătorul săptămânii. Cei doi concurenți nominalizați intră la duel. Duelurile au loc doar între persoane de același sex. Concurentul care pierde duelul este eliminat.

### Abandonurile
Concurenții care suferă leziuni grave sunt evaluați de echipa medicală. Echipa medicală oferă concurentului accidentat tratament și poate oferi jucătorului posibilitatea de a continua jocul, avertizându-l totodată de riscurile implicate. Cu toate acestea, dacă medicii consideră că sănătatea concurentului este pusă în pericol, acesta este imediat scos din joc și transportat la un spital din apropiere, unde este supus unor investigații amănunțite. Dacă rezultatele medicale sunt favorabile, concurentul își poate relua poziția în joc. În caz contrar, acesta este nevoit să abandoneze competiția. Ocazional, concurenții care nu au nevoie de îngrijiri medicale pot abandona competiția din cauza epuizării fizice sau emoționale - fie printr-un anunț făcut la ceremonia de deschidere a unui meci, fie în locul unde este cazat (vilă/tabără) după ce intențiile lor au fost comunicate producătorilor. De fiecare dată când un concurent abandonează competiția, el este înlocuit de un jucător nou.

## Rezumatul sezoanelor
Legendă:
     Faimos
     Războinic
| Sezon | Premiera sezonului | Finala sezonului  | Concurenți | Zile | Locație                            | Câștigător / câștigătoare | Locul secund / locurile secunde |
| ----- | ------------------ | ----------------- | ---------- | ---- | ---------------------------------- | ------------------------- | ------------------------------- |
| 1     | 7 ianuarie 2018    | 23 mai 2018       | 28         | 140  | Las Terrenas, Republica Dominicană | Vladimir Drăghia          | Ionuț Sugacevschi               |
| 2     | 29 august 2018     | 16 decembrie 2018 | 30         | 110  | Las Terrenas, Republica Dominicană | Beatrice Olaru            | Alin Andronic                   |
| 3     | 12 ianuarie 2019   | 9 iunie 2019      | 26         | 130  | Las Terrenas, Republica Dominicană | Ion Surdu Andreea Arsine  | Gabriel Nedelcu Nicoleta Luncă  |

Note
1. ↑  Andronic a abandonat competiția. Așadar, Olaru a câștigat finala.

## Audiențe
| Sezon | Poziție în grilă         | Episoade | Premieră         | Premieră       | Finală            | Finală       | Anul sezonului | Poziția | Total (mii) | Sursă  |
| Sezon | Poziție în grilă         | Episoade | Data             | Premiera (mii) | Data              | Finala (mii) | Anul sezonului | Poziția | Total (mii) | Sursă  |
| ----- | ------------------------ | -------- | ---------------- | -------------- | ----------------- | ------------ | -------------- | ------- | ----------- | ------ |
| 1     | sâmbătă-miercuri (19:45) | 92       | 7 ianuarie 2018  | 1,13           | 23 mai 2018       | 1,74         | 2018           | 2       | 1,77        | [ 15 ] |
| 2     | joi-duminică (19:45)     | 74       | 29 august 2018   | 1,23           | 16 decembrie 2018 | 1,55         | 2018           | 12      | 1,16        | [ 15 ] |
| 3     | sâmbătă-duminică (20:00) | 68       | 12 ianuarie 2019 | 1,51           | 9 iunie 2019      | 1,05         | 2019           |         |             |        |

## Premii și nominalizări
| An   | Eveniment               | Distincție                   | Rezultat | Sursă  |
| ---- | ----------------------- | ---------------------------- | -------- | ------ |
| 2018 | Premiile TV Mania       | Cel mai bun show de aventură | Câștigat | [ 20 ] |
| 2018 | Premiile Radar de Media | Cel mai bun reality show TV  | Câștigat | [ 21 ] |

## Recenzii
Într-un interviu pentru ziarul Adevărul, analistul media Iulian Comănescu consideră că rating-ul emisiunii se datorează formatului „vedete versus oameni obișnuiți”, observând că Kanal D mizează pe „ideea că telespectatorul va aprecia oricând o săpuneală primită de o vedetă, mai ales dacă e administrată de un «om obișnuit»”. Comănescu a mai remarcat discursul dinamic al emisiunii în comparație cu alte proiecte similare ale televiziunilor românești, cât și talentul lui Cosmin Cernat în moderarea show-ului.